# Ministère des Affaires étrangères, de la Coopération et des Mauritaniens de l’extérieur
Le Ministère des Affaires Etrangères, de la Coopération et des Mauritaniens de l’Extérieur (en arabe : وزارة الشؤون الخارجية والتعاون والموريتانيين في الخارج) est l’administration mauritanienne chargée de mettre en œuvre la politique extérieure de la Mauritanie et d’assurer les relations avec les États étrangers. Il est dirigé par un Ministre, membre du gouvernement. 
Depuis le 31 mars 2022, Mohamed Salem Ould Merzoug est le ministre des Affaires étrangères et de la Coopération.

## Organigramme
- Secrétariat général
- Direction des Affaires financières[2]
- Direction du Monde arabe et des organisations islamiques[3]
- Direction Afrique[4]
- Direction Europe[5]
- Direction Amériques, Asie et Océanie[6]
- Direction de la Coopération internationale[7]
- Direction des Mauritaniens de l’étranger et des affaires consulaires[8]
- Direction des Affaires juridiques et des traités[9]
- Direction de la Communication et de la Documentation[10]
- Direction du Courrier et des relations publiques
- Direction de l’Informatique et des archives[11]
- Direction des Ressources humaines[12]
- Direction du Protocole[13]
- Académie Diplomatique[14].

## Liste des ministres des affaires étrangères
- 1960–1962: Moktar Ould Daddah
- 1962–1963: Cheikhna Ould Mohamed Laghdaf
- 1963–1965: Mohamed Ould Dayin
- 1965: Moktar Ould Daddah
- 1965–1966: Mohamed Ould Cheikh
- 1966: Malum Ould Braham
- 1966–1968: Birane Mamadou Wane
- 1968–1970: Hamdi Ould Mouknass
- 1970–1971: Mohamed Moktar Ould Cheikh Abdellahi
- 1971–1978: Hamdi Ould Mouknass
- 1978–1979: Cheikhna Ould Mohamed Laghdaf
- 1979–1980: Ahmedou Ould Abdallah
- 1980–1981: Mohamed Moktar Ould Zamil
- 1981: Dahane Ould Ahmed Mahmoud
- 1981–1984: Ahmed Ould Minnih
- 1984: Cheikh Sid'Ahmed Ould Babamine
- 1984–1986: Ahmed Ould Minnih
- 1986–1988: Mohamed Lemine Ould N'Diayane
- 1988–1989: Mohamed Sidina Ould Sidiya
- 1989–1990: Cheikh Sid'Ahmed Ould Baba
- 1990–1992: Hasni Ould Didi
- 1992: Ismael Ould Yahi
- 1992–1993: Mohamed Abderrahmane Ould Moine
- 1993–1996: Mohamed Salem Ould Lekhal
- 1996–1997: Lemrabott Sidi Mahmoud Ould Cheikh Ahmed
- 1997: Ahmed Sidi Ould Khalifa
- 1997: Abdallahi Ould Nem
- 1997: Sow Abou Demba
- 1997–1998: Mohamed El Hacen Ould Lebatt
- 1998: Cheikh El Avia Ould Mohamed Khouna
- 1998–2001: Ahmed Ould Sid'Ahmed
- 2001–2002: Dah Ould Abdi
- 2002–2003: Mohamed Ould Tolba
- 2003–2005: Mohamed Vall Ould Bellal
- 2005–2007: Ahmed Ould Sid'Ahmed
- 2007–2008: Mohamed Saleck Ould Mohamed Lemine
- 2008: Cheikh El Avia Ould Mohamed Khouna
- 2008: Abdallahi Hassen Ben Hmeida
- 2008–2009: Mohamed Mahmoud Ould Mohamedou
- 2009–2011: Naha Mint Mouknass[15]
- 2011–2013: Hamadi Ould Baba Ould Hamadi
- 2013–2015: Ahmed Ould Teguedi
- 2015: Vatma Vall Mint Soueina[16]
- 2015–2016: Hamadi Ould Meimou[17]
- 2016–2018: Isselkou Ould Ahmed Izid Bih
- 2018–2022: Ismail Ould Cheikh Ahmed
- 2022–aujourd'hui: Mohamed Salem Ould Merzoug.

## Budget
Le budget du ministère des Affaires Etrangères, de la Coopération et des Mauritaniens de l’Extérieur s'élève à 1,55 milliard d'Ouguiya.